# Kanrocksas

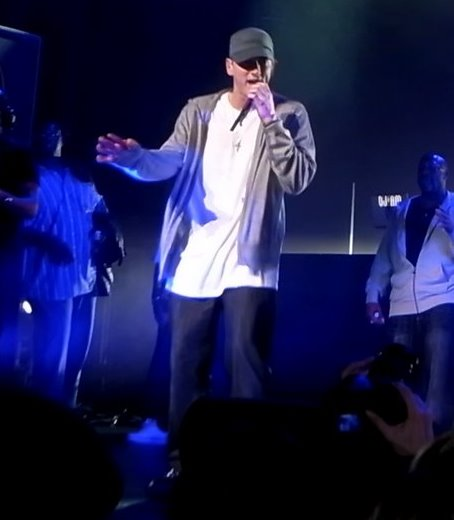
Eminem na DJ hero party

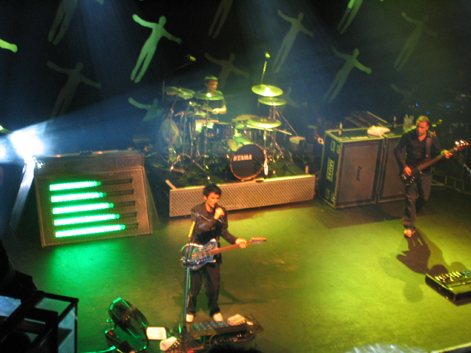
Mezi vystupujícími nebudou chybět slavný raper Eminem či skupina Muse

Kanrocksas byl hudební festival, jehož historicky první ročník se konal 5. a 6. srpna 2011, nedaleko Kansas City Metropolitan Area. Festival, u něhož se předpokládalo, že se stane každoročním (stejně tak jako středozápadní festivaly jako např. Lollapalooza nebo Wakarusa Music and Camping Festival), se konal na Kansas Speedway v Kansas City a předvedl okolo 20 amerických uznávaných hudebníků a skupin. Návštěvníci dvoudenního festivalu mohli volně kempovat v okolí místa akce, zajištěno bylo i parkování. Účastníci koncertu neplatili žádné poplatky za služby. Vstupenky na celé dva dny stály 179$, za jednodenní vstupenky zaplatili návštěvníci 90$.

## Obsazení
Hlavní hvězdou páteční noci (5. srpna) byl Eminem, v sobotu (6. srpna) lákal festival na skupinu Muse. Dále na festivalu vystoupily skupiny Primus, A Perfect Circle, The Flaming Lips, The Black Keys, Kid Cudi, Girl Talk, Flogging Molly, Fitz & the Tantrums, Arctic Monkeys, Tinie Tempah, D12 a Jack's Mannequin.